# رضا شحاتة
رضا شحاتة (24 يناير 1981 مصر - ) هو مدرب حالي لفريق الداخلية المصري لكرة القدم ولاعب كرة قدم مصري سابق، كان يلعب كلاعب وسط، لعب 43 مباراة وسجل 3 أهداف.

## مسيرته

### مسيرته مع المنتخبات الوطنية
- 2002 - 2007 لعب مع منتخب مصر لكرة القدم مباراتين.

### مسيرته مع الأندية
- 2000 - 2002 لعب مع النادي الأهلي وأحرز اسرع هدف له
- 2007 - 2008 لعب مع نادي الاتحاد السكندري 5 مباريات.
- 2008 - 2011 لعب مع نادي الجونة 36 مباراة سجل خلالها 3 أهداف.

## روابط خارجية
- رضا شحاتة على موقع قاعدة بيانات كرة القدم.إي يو (الإنجليزية)
- رضا شحاتة على موقع ناشيونال فوتبول تيمز (الإنجليزية)